# Omikron Virginis
Omikron Virginis (ο Virginis, förkortat Omikron Vir, ο Vir) som är stjärnans Bayerbeteckning, är en stjärna belägen i nordvästra delen av stjärnbilden Jungfrun. Den har en skenbar magnitud på +4,12 och är synlig för blotta ögat. Baserat på parallaxmätning inom Hipparcosuppdraget på ca 20 mas, beräknas den befinna sig på ett avstånd av ca 163 ljusår (50 parsek) från solen.

## Egenskaper
Omikron Virginis är en gul till vit jättestjärna av spektralklass G8 IIIa CN-1Ba1CH1. Detta anger att den är en bariumstjärna. Vanligtvis är bariumstjärnor sammankopplade som dubbelstjärnor med en vit dvärg som följeslagare, men ingen sådan har kunnat observeras för Omikron Virginis. Det har föreslagits att ett observerat överskott av SiIV-emission beror på en osynlig vit dvärgföljeslagare.
Omikron Virginis har en massa som är dubbelt så stor som solens och en radie som är 10 gånger solens radie. Den utsänder från sin yttre atmosfär 113 gånger mer energi än solen vid en effektiv temperatur på 4 927 K. En förenklad statistisk analys tyder på att Omikron Virginis sannolikt kommer att bli en röd jättestjärna som förbrukar väte i ett skal runt en inert heliumkärna, men det finns 22 procent sannolikhet för att den blir en stjärna på  horisontella grenen som fusionerar helium i sin kärna.